# Thomas Classen
Thomas Classen (* 24. April 1962 in Mettmann) ist ein ehemaliger deutscher Profiboxer im Schwergewicht. Hans-Hermann Weyer („der schöne Konsul“) ist sein Stiefvater.

## Amateur
Als Amateur wurde Classen Juniorenmeister im Schwergewicht und boxte in der 1. Bundesliga. Er bezwang zweimal Peter Hussing, der 13 Jahre lang in der Bundesliga ungeschlagen war.

## Profikarriere
Am 10. September 1983 bestritt Thomas Classen sein Profidebüt und gewann gegen Rocky Burton in Köln nach Punkten. Der Düsseldorfer Lokalmatador stand bei Wilfried Sauerland unter Vertrag. Nach weiteren Kämpfen, wie gegen Horst Lang, Ergun Aydogan und Damiens Marignan, die allesamt negative Kampfbilanzen hatten, trat er gegen Charly Graf an. Am 5. Oktober 1984 kämpfte Classen in Frankfurt am Main gegen Graf, der ein Comeback aus dem Gefängnis heraus begonnen hatte. Der auf sechs Runden angesetzte Kampf endete unentschieden. Im September 1985 verlor er gegen Andre van den Oetelaar durch KO in Runde vier. Am 8. November 1985 besiegte er Novak Radanović nach Punkten.
Thomas Classen trat am 29. November 1985 in Frankfurt erneut gegen Charly Graf an und gewann die Deutsche Meisterschaft im Schwergewicht nach Punkten; die Entscheidung der Punktrichter wurde von vielen Seiten kritisiert und gilt heute allgemein als Fehlurteil. Nach seinem Sieg über Graf sollte Classen 1986 seinen Titel gegen Reiner Hartmann verteidigen. Aufgrund von Spannungen mit seiner Ehefrau sagte Hartmann den Kampf jedoch ab. Im Februar 1986 boxte Classen gegen Mbuyamba Kalombo nur unentschieden und verlor am 12. Mai 1986 gegen den Briten Al Malcolm durch K. o. in Runde zwei. Im Mai 1986 wurde sein Vertrag mit Manager Wilfried Sauerland aufgelöst, es wurde Classens Rücktritt vom Boxsport vermeldet. Sauerland urteilte seinerzeit über Classen, dieser habe „nicht genügend Talent und Willenskraft, um international zu bestehen“.
1987 sollte Classen gegen Mario Guedes kämpfen. Der Kampfvertrag war bereits unterzeichnet, dennoch sagte der schwer zu führende Titelverteidiger schließlich zwei Mal ab. „Es war ja allgemein bekannt, wie es um das Nervenkostüm von Thomas bestellt war und welche Probleme sein Management mit ihm hatte. Thomas ist ein feiner Kerl, richtig in Ordnung. Ich habe vor dem Menschen Thomas Classen Respekt, deshalb nehme ich ihm die Absagen auch nicht übel.“ (Mario Guedes)
Ein weiterer Schwachpunkt von Thomas Classen war, dass er trotz muskulösem Äußeren keine große Schlagkraft besaß und selbst eindimensionale Boxer nur knapp schlagen konnte. Im Dezember 1987 besiegte er Ramon Voorn nach Punkten, im März 1988 boxte er gegen Rick Kellar erneut unentschieden und beendete dann nach 21 Profikämpfen seine Laufbahn als Boxer.
Im Jahr 2014 übergab Thomas Classen Charly Graf seinem damaligen Gegner um die Deutsche Meisterschaft angesichts einer ARD-Dokumentation über dessen Leben die Meisterschaftsplakette als Anerkennung für dessen Leistung im damaligen Kampf. (Quelle: Solinger Tagblatt - 28. September 2014)